# Javor pod zámkem
Javor pod zámkem je památný strom v Horšovském Týně. Zdravý javor klen (Acer pseudoplatanus) roste blízko budovy bývalé pošty v jižní zahradě v čtyřiceti hektarovém přírodně krajinářském parku u zámku (celý areál má status národní kulturní památky). Obvod jeho kmene měří 515 cm a koruna stromu dosahuje do výšky 27 m (měření 2003). Javor je chráněn od roku 2003 pro svůj vzrůst a estetickou hodnotu.

## Stromy v okolí
- Javor u Vdovského domu
- Alej ke sv. Anně